# Priscillianus
Priscillianus (Hispania, kb. 340 – Trier (?), kb. 385) keresztény misztikus, ávilai püspök, aki az aszkézis szigorú formáját hirdette. A nevéről elnevezett priscillianizmus mozgalom alapítója. Társaival együtt az első keresztény lett, akiken az egyház kérésére a világi igazságszolgáltatás halálos ítéletet hajtott végre, egy vallási jellegű ügyben.

## Élete
Életéről a fő forrás a kortárs gall krónikás, Sulpicius Severus tollából származik, aki nemesnek, illetve gazdag családból származónak jellemezte.
370 körül egy mozgalmat kezdeményezett az aszkézis megtartása mellett. Priscilianus nemcsak a Biblia, hanem az apokrif könyvek tanulmányozását is szorgalmazta. Követői között voltak püspökök is, akiket ékesszólása és szigorú aszkéta példája megnyert.
Kb. 380-tól Ávila püspöke lett.
A priscillianizmus terjedése Nyugat- és Dél- Spanyolországban, valamint Dél-Galliában zavarta a spanyol katolikus egyházat. 
Két püspök 378-ban  vagy 380-ban hívta össze a caesaraugusta-i (zaragozai) szinódust, a priscillianista eszmék elítélése érdekében. Két aquitániai és tíz spanyol származású püspök vett részt rajta.
Első ízben ezen a szinóduson elítélték el Priscillianust és követőit. A két püspök egy sor vádat emelt ellene, a rágalmazó (fekete) mágia, kicsapongás, szexuális orgiák, súlyos tanbeli eltérések  és egyebek mellett, kérve Gratianus császárt, hogy büntesse meg őket, ami a világi hatalom első beavatkozása volt az egyház ügyeibe.
A zsinat egyes források szerint kiközösítette őt, a tanítványaival együtt, mások szerint csak a nézeteiket ítélte el, Priscillianust nem.
A császár ezután száműzéssel fenyegette meg őket. Priscilliánus és hívei Rómába mentek, hogy kegyelmet kérjenek a I. Damáz pápától, de ő nem fogadta őket. Milánóban hasonló kérést intéztek Szt. Ambrus püspökhöz, de ugyanazzal az eredménnyel jártak.
Egy birodalmi tisztviselő végül felmentette őket a száműzetésük alól, Priscillianus pedig 382 végén visszatért a spanyol földre.
383-ban a szintén spanyol Magnus Maximus, Britannia kormányzója a serege élén átkelt Galliába, Gratianus császár pedig elmenekült, akit végül a Lugdunum (Lyon) erdőjében meggyilkoltak. Légiói a Nyugat új imperátorának nevezték ki, de ezt a kinevezést Theodosius, a keleti területek császára és II. Valentinianus, a nyugati területek császára nem nézte jó szemmel. Ez a kényes helyzet arra kényszerítette, hogy a katolikus egyházban keressen támogatást, mert minél nagyobb támogatásra szorult. A vele szemben álló II. Valentinianus császár ugyanis az ariánusoknak kedvezett a katolikusokkal szemben. Maximus ezért kezet nyújtott a katolikus egyháznak az „eretnek” és rivális mozgalmak (ariánusok, patripassziánusok, nikolaiták, manicheusok stb.) és maguk a priszcilliánusok elítélésével.
A katolikus püspökök 384-ben Burdigalában (Bordeaux) új zsinatot hívtak össze, amelyen ismét elítélték a priscillianista eretnekséget. Manicheizmussal is gyanúsították őket  és Priscillianus egy tanítványát meg is kövezték. 
Priscillianus Maximushoz fordult, aki Trierbe rendelte. Itt 385-ben mágikus rituálék gyakorlásával vádolták meg, amely vádak magukban foglalták az éjszakai táncokat, továbbá az abortuszt okozó gyógynövények használatát és az asztrológia gyakorlását.
Miután magától Priscillianustól kínzások révén beismerő vallomást szereztek, követőivel, – Felicísimoval, Armenióval, Eucrociával, Latronianóval,  Aurelioval és Asarinóval – együtt, Maximus császár felhatalmazása alapján lefejezték. Mindannyian az első eretnekek lettek, akiket polgári (világi) intézmény végzett ki néhány katolikus püspök kérésére.
Az ítéletet és a kivégzést sokan kritizálták, és botrányt okoztak, hogy istenfélő, jámbor embereket végeztek ki.
Nemcsak Priscillianus hívei ítélték el, akik mártírként tekintettek rá, hanem Szent Márton, Szent Ambrus is, továbbá az eljárást Sziriciusz pápa is bírálta.

## Nézetei és tanítása
Életét a filozófia mélyebb problémáinak tanulmányozásának szentelte. Nagyrészt misztikus volt, és a keresztény életet az Istennel való folyamatos érintkezésnek tekintette. Aszketikus gyakorlatokon keresztül a magasabb tökéletességre törekedett, és elutasította az érzéki élvezetet, a házaséletet, valamint a bor- és húsfogyasztást. A klerikusokat és laikusokat egyaránt a szexualitás feladására kötelezte; és spirituális elvonulásokat szervezett a dombokra, férfiaknak és nőknek egyaránt, mert meg volt győződve arról, hogy ők is kaphatnak prófétai ihletet. Elutasította az egyháznak a birodalmi állammal való egyesülését, valamint a klérus korrupcióját és gazdagodását. A püspököket hibáztatta, hogy életmódjuk túlságosan hasonlít a világiak életstílusára.
Kedvenc gondolata az volt, amit Pál apostol a következő szavakkal fogalmazott meg: "Nem tudjátok, hogy Isten temploma vagytok, s az Isten Lelke lakik bennetek?"  Azzal érvelt, hogy az embernek ahhoz, hogy Istennek megfelelő lakóhellyé váljon, a hit és a szeretet cselekedetei mellett le kell mondania a házas életről és a földi elismerésről, és aszkézist kell gyakorolnia.
375 körül kezdett el tanítani egy olyan tant, amely a gnoszticizmushoz és a manicheizmushoz is hasonló abban a dualista hitben, hogy az anyag, a test rossz, a lélek pedig jó.
A kutatók szerint a tanítását úgy tűnik a gnosztikus nézetek befolyásolták: 
- a lelket Isten teremtette, a testet és az anyagot a Gonosz;
- a csillagok és a Zodiákus határozzák meg a lélek sorsát;
- a Szentháromság három neve egyetlen személyt jelöl.

## Hatása
A kivégzése után a követőinek mozgalma még legalább két évszázadig fennmaradt és az ellene hozott szigorú intézkedések ellenére tovább terjedt Hispániában és Galliában is. 412-ben Provence-i Aix és Arles püspökét manicheizmus zárták ki hivatali székeikből a manicheizmus vádja miatt. Proculus, a marseille-i metropolita, valamint Vienne és Narbonensis Secunda metropolitái szintén annak a hagyománynak a követői voltak, amelyért Priscillianus meghalt. Az astorgai „Szt.” Turibius, Astorga püspöke 446-ban, a toledói zsinat pedig 447-ben intézkedett az elnyomás érdekében; de a mozgalom csak az 563-as bragai második szinódus után tűnt el.
Priscillianus és közeli követői elveszettnek hitt műveit 1885-ben fedezték fel, és 1889-ben adták ki.